# Abertzale Sozialista Komiteak
Abertzale Sozialista Komiteak (Comités Patriotas Socialistas, en euskera), era un movimiento autogestionado y asambleario que, con la intención de aglutinar a distintos sectores del movimiento independentista y recogiendo anteriores experiencias de los Herri Batzarrak, surge en Vizcaya en 1976 de militantes de la izquierda abertzale.
En 1977 se extendió por el País Vasco y Navarra, conformándose como organización e integrándose inmediatamente en la Koordinadora Abertzale Sozialista (KAS). En 1978 participó en la creación de Herri Batasuna. Entre 1983 y 1986 tuvo un intenso debate interno sobre su propio espacio de trabajo, así como sobre su función dentro de la Koordinadora Abertzale Sozialista (KAS). A partir de ahí adoptó una teoría sobre el movimiento popular en la que defendía el impulso de este con la intención de crear un nuevo modelo de democracia, que se basaría en el fortalecimiento de la participación ciudadana en la política municipal mediante las asociaciones de vecinos o cualquier otro movimiento social.
Tras la V Asamblea Nacional de ASK se dota a la organización de un Consejo Nacional y comienza a trabajar, además de las áreas lingüística y de amnistía, en otras como la problemática con las drogas, el ecologismo o la cultura popular, entre otras.